# Франсуа II де Монморанси-Алло
Франсуа II де Монморанси (фр. François II de Montmorency; ум. 22 сентября 1592, Вернон) — сеньор де Алло, барон де Шантемерль, участник религиозных войн во Франции.
Сын Франсуа I де Монморанси-Алло и Жанны де Мондрагон.
Первый камергер герцога Анжуйского; в этом качестве нес знамя Анжу на церемонии погребения герцога в 1584.
Затем служил в войсках Генриха III и Генриха IV, успешно воевал против Католической лиги в Нормандии, отличился в битве при Арке. В награду был произведен в рыцари ордена Святого Михаила, получил командование ордонансовой ротой из 50 воинов, и был назначен губернатором Руана и Жизора, и лейтенант-генералом в Нормандии в отсутствие герцога де Монпансье. Поскольку Руан был на стороне Лиги, жалованные грамоты были зарегистрированы в парламенте, собранном в Кане, и состоявшем из сторонников короля.
Был ранен при осаде Руана в 1592, после чего отправился на лечение в Вернон. Находившийся в городе сторонник Лиги маркиз Кристоф д'Алегр приказал убить Монморанси в своем присутствии.

## Семья
1-я жена (до 1585): Мария де Нуайян
2-я жена: Клод Эбер д'Оссонвийе
Дети:
- Франсуаза де Монморанси. Муж: Себастьен де Ромадек, барон де Молак
- Журден Мадлен де Монморанси. Муж (3.07.1591): Гаспар де Пеле, виконт де Кабан (ум. 1598)